# Weltvogelpark Walsrode
Koordinaten: 52° 52′ 52″ N, 9° 36′ 1″ O

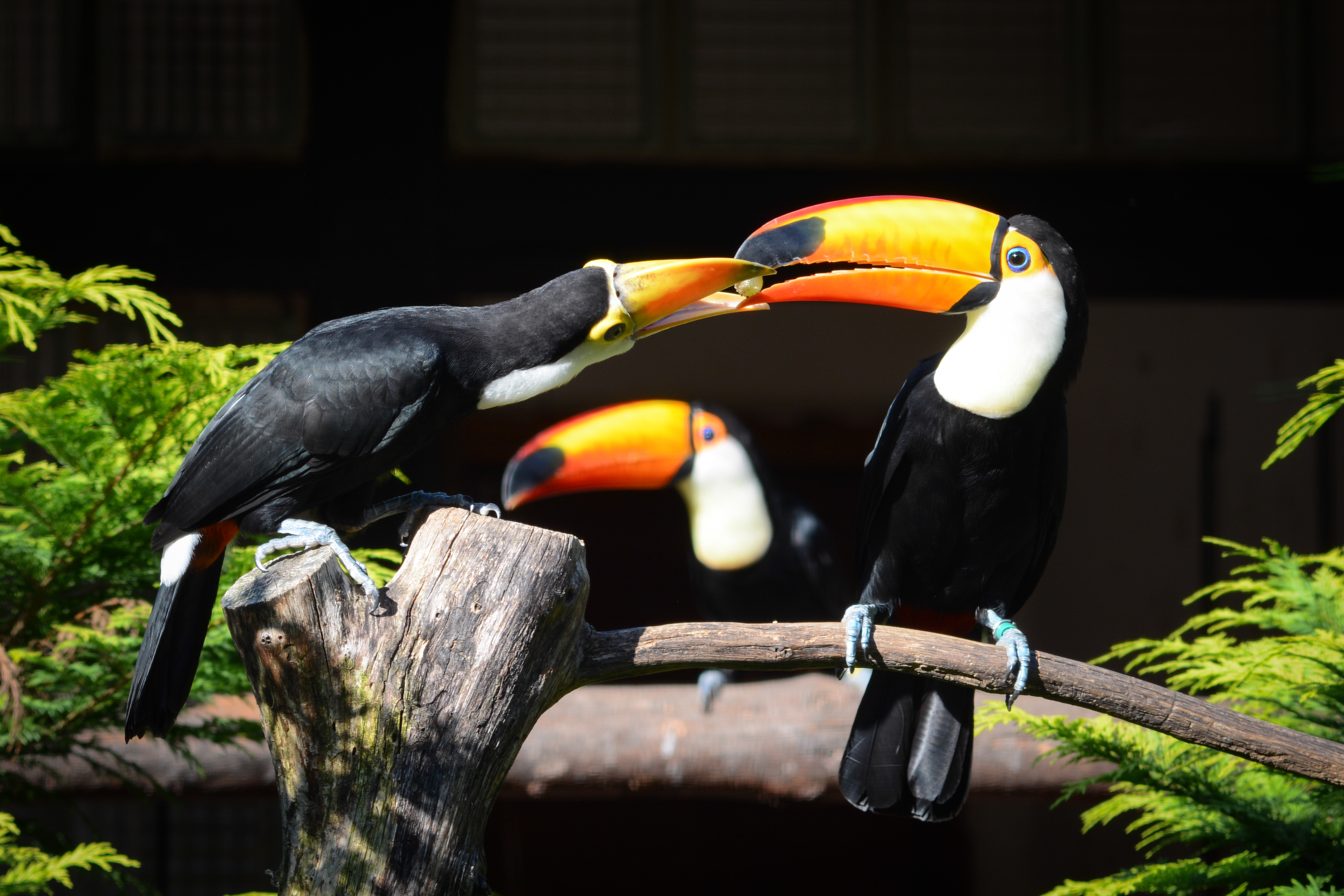
Der Riesentukan: Maskottchen des Weltvogelparks (Fütterung eines Jungvogels)

Der Weltvogelpark Walsrode ist der weltweit größte Vogelpark. Er wurde 1962 eröffnet und liegt in der Lüneburger Heide nahe dem nördlichen Stadtrand von Walsrode in Niedersachsen. Auf dem 24 ha großen Gelände leben etwa 4000 Vögel aus 650 Arten, womit der Park zu den artenreichsten Zoos der Welt gehört. Zu sehen sind Vögel aus allen Kontinenten und Klimazonen der Welt.

## Anlagen
Der Vogelpark liegt auf einem sanft nach Süden zum Rieselbach (Böhmetal) abfallenden Hang und besteht aus einer Vielzahl von Innen- und Außenvolieren sowie Freigehegen.

### Reich der Mitte und Europäische Ecke
Die erste große Voliere „Reich der Mitte“ neben dem Eingang beherbergt Temmincktragopan, Gold- und Diamantfasan, Chinabuschwachtel, Baikal-, Eurasische Krick- und Mandarinente, Grünflügel- und Perlhalstaube, Rotohrbülbül, Weißhaubenhäherling, Mittelbeo und Prachtreiher. Eine weitere Voliere in der nähe des Eingangs beherbergt weitere asiatische Vögel, wie Vietnamfasane, Pagodenstare, Haubenmainas, Blaukappenhäherlinge und Kronenatzeln. Eine nahe gelegene Volierenreihe beherbergt Arten aus dem Mittelmeerraum, wie Waldrappe gemeinsam mit Rötelfalken, Spießflughühner gemeinsam mit Rosenstaren, Blauracken gemeinsam mit Europäischen Trielen, Maghrebelstern sowie eine Volierengemeinschaft mit Iberischen Rebhühnern, Felsentauben, Blauelstern und Einfarbstaren. Das nahe gelegene Storchenrondell beherbergt Jungfernkraniche, Hawaiigänse und Moschusenten.
Darauf folgt die „Europäische Ecke“, welche eine Großvoliere für Schwarzstörche, Tadschikistan-Ringfasane und Hohltauben und eine vierteilige Volierenreihe für Kolchische Ringfasane gemeinsam mit Amseln, Grünfinken, Turteltauben, Bluthänflingen und Erlenzeisigen, Europäische Wachteln gemeinsam mit Europäischen Staren, Kiebitzen, Große Brachvögeln, Raubwürger und Rotschenkeln, Feldlerchen gemeinsam mit Wiedehopfen, Hausrotschwänzen und Turteltauben sowie Steinkäuze gemeinsam mit Italienischen Rebhühnern beherbergt. Zwei weitere Volieren, welche über die Jahre unter anderem Schwarzschnabelstörche, Bienenfresser, Auerhühner, Kragenenten oder Kampfläufer beherbergten, wurden im Winter 2024 abgerissen, um Platz für eine neue begehbare Europa-Voliere zu schaffen. Ebenfalls sind hier Wiesenanlagen mit Moorschnucken, Weißstörchen, Diepholzer Gänsen, Weißwangengänsen, Kolbenenten sowie geografisch unpassenden Schneekraniche zu finden.

### Pinguin-, Flamingo- und Pelikananlagen, Uhuburg und Eulenvolieren
Der Weg führt zum Gehege der südamerikanischen Humboldtpinguine, die einzige in Walsrode gehaltene Pinguinart. Die Pinguine teilen sich ihr Gehege mit den Magellan-Dampfschiffenten. In der Nachbarschaft der Pinguine befindet sich einige Teichanlagen mit Stall im Fachwerkhausstil für Chilepelikane, Schwarzhalsschwäne und Anden- und Magellangänse als auch die Tropischen Eulenvolieren mit exotischen Eulenarten aus Patagonien wie etwa Kanichen-, Brillen- und Sprenkelkäuzen sowie Anden-Aplomado- und Buntfalken, Gelbkopfkarakaras, Chiletinamus, Felsen-,  Smaragd- und Langschnabelsittiche und eine Einsicht auf das Schneekranichgehege, welches in der Europäischen Ecke liegt. Es gibt vier weitere Teichanlagen im Rosental, die erste Anlage wird von Rosa- und Krauskopfpelikane und Kormoranen bewohnt, die zweite und dritte Anlage werden jeweils von Rosa- und Chileflamingos in Gesellschaft von Schwarzhalsschwänen bewohnt, die vierte Anlage wird von Brillen- und Nashornpelikanen und Hühnergänsen bewohnt. Weiterhin sind dort auch einige Rhododendren zu finden, bis man an die Uhu-Burg, die an das Europäische Mittelalter angelehnt ist, gelangt. Hier gibt es neben zwei Großvolieren, die von der Burg aus einzusehen sind und Südliche Hornraben, Kappengeier und Palmgeier bzw. Gänsegeier, Schwarzmilan, Mäusebussard und Schreiadler beherbergen, auch den Burghof, indem kleinere Volieren für Schleiereulen, die sich ihre Voliere mit Mongolischen Ringfasanen teilen, Raufuß-, Wald- und Karpaten-Habichtskäuze, Waldohreulen, Europäische Uhus und Graubürzel-Singhabichte, eine begehbare Voliere mit Zwergmuntjaks und Schneeeulen, den Geschke-Teich mit Zwergschwänen und Diepholzer Gänsen, sowie zwei Großvolieren vor der Uhu-Burg, die eine wird von Graukranichen, Kräuselscharben, Prachtreihern, Philippinen-Rotrückenreihern, Asiatischen Wollhalsstörchen, Sichel- und Tüpfelpfeifgänsen, Weißflügel-, Kastanien- und Marmelenten bewohnt, die andere von Blauflügelgänsen, Südafrikanischen Schwarzenten, Sattel- und Abdimstörchen, Hammerköpfen, Hagedaschen, Glanzklaffschnäbeln, Hellaugenibissen, Dickschnabelreihern, Witwen- und Gelbbrust-Pfeifgänsen und Nimmersatten.

### Kiwihaus, Welliparadies, Paradiesvögel und Freiflughalle
Neben der Uhu-Burg befinden sich das Welli-Paradies, welches wie der Name schon sagt Wellensittiche beherbergt und eine begehbare Voliere ist, eine in das Welliparadies integrierte Voliere für Nymphensittiche und eine Innenanlage für Gewöhnliche Fuchskusus sowie ein Gehege für Hängebauchschweine, welches früher Darwinnandus beherbergte, und ein Gehege für Kubaflamingos. Am Ufer des Geschke-Teichs erstrecken sich einige Volieren für australische Vögel und Loris wie Braunbauch-Laubenvogel, Schuppenlori, Weißrücken-Flötenvogel, Blauohr-Honigfresser, Aru-Schimmerlori, Schwarzsteißlori und Goldschultersittich, Orangebrust-, Masken- und Rotkehl-Zwergpapagei, Edward-Gelbbrust-, Bunt-, Neukaledonien-Allfarb-, Erz- und Veilchenlori und Springsittch, bis man zum 2016 eröffneten Kiwihaus gelangt, welches neben einer verdunkelten Anlage für Nördliche Streifenkiwis auch Skelett und Ei dieses Vogels zeigt, gelangt.
Unweit des Flamingogeheges befindet sich eine Volierenreihe, die Paradiesvogel-Volieren, bewohnt von Raggi-, Rot-, Königs-, Faden- und Goldflügelparadiesvögeln, und ein Gehege für Blauhalsstraußen und Nördlichen Hornraben. Zwei nahe gelegene Teichanlagen beherbergen einen männlichen Schuhschnabel und die in Walsrode erfolgreich züchtenden Sattelstörche.
Hinter den beiden Teichanlagen erstreckt sich die große Freiflughalle, welche von südamerikanischem Vogelarten wie Savannen-Gelbkopfgeiern, Roten Sichlern, Rotschnabel- und Witwenpfeifgänsen, Orinokogänsen, Peposaka-, Amazonas-, Moschus-, Rotschulter-, Kupferspiegel-, Bahama- und Fuchslöffelenten, Halsband- und Hornwehrvögeln, Bronzekiebitzen, Maguaristörchen, Galeriewaldrallen, Nördlichen Marailguanen und Rosalöfflern bewohnt wird, mit angeschlossener Dünenlandschaft und Wellenanlage, welche unter anderem von einer einzelnen Graukopfmöwe, Inkatrielen, Amerikanischen Stelzenläufern, Inkaseeschwalben, Schwarzzügelibissen, Schneesichlern, Bronzekiebitzen, Graumöwen und Braunkopf-, Patagonischen Schopf- und Chilekrickenten bewohnt wird. Zu ehemaligen Bewohnern der Freiflughalle gehören Riesenblässhühner, Geierperl- und Kräuselhaubenperlhühner, Montezuma-Stirnvögel, Renauldkuckucke, Koritrappen und Guineatauben.

### Kranichsee
Verlässt man die Freiflughalle kommt man zum Kranichsee mit einer Großvoliere und Gehegen für u. a. die folgenden Kranich- und Gänsearten:
- Schwanengans, Schwarzhalskranich
- Australischer Saruskranich, Mähnenente, Trauerschwan, Hühnergans, Tasmanmoorente
- Mandschurenkranich, Schwarzhalsschwan
- Weißnackenkranich, Schwarzhalsschwan
- Paradieskranich, Magellan-Dampfschiffente
- Schneekranich
- Marabu, Westafrikanischer Kronenkranich
- (Großvoliere) Schwarzschnabelstorch, Weißwangengans, Sichelente, Baermoorente, Seidenreiher, Sichler, Europäischer Löffler, Gänsesäger, Graureiher

Eine weitere Voliere, in der unter anderem Klunkerkraniche lebten, wurde abgerissen. Auf der freigewordenen Fläche entstand ein japanischer Garten mit Teepavilion. Weiterhin findet man in der Nähe des Sees, in welchem Kormorane leben, einen Bauerngarten.

### See- und Greifvogelvolieren
Hinter dem Kranichsee folgen die Seevogelvoliere, welche, bewohnt von Lachmöwen, Austernfischern, Basstöpeln, Brand- und Rothalsgänsen, Kanadaberg-, Maori-, Moor-, Rotkopf-, Riesentafel-, Eis-, Plüschkopf- und Spatelenten, Gänse-, Kappen-, Zwerg- und Schuppensägern sowie Säbelschnäblern, die Greifvogel-Volieren, die von Andenkondoren, Schopf- und Falklandkarakaras, Königsgeiern, Europäischen-, Riesen- und Weißkopf-Seeadlern und Harpyien und die Gehege für einen Rothalskasuar und Emus.

### Nachtwelten
Ende des Jahres 2011 ist ein Kolibri-Haus neu hinzugekommen. In den speziell an das Verhalten der Kolibris angepassten Volieren können diese beobachtet werden. Hier wurden einige Kolibriarten erfolgreich gezüchtet, etwa die Rostbauchamazilie.
Seit dem Saisonstart 2024 wird das Kolibrihaus als Nachttierhaus genutzt, bewohnt von Pallas-Blütenfledermäusen, Hellen Lanzennasen, Kurzkopf-Gleibeutlern, Weißbart-Ruderfröschen, Faltengeckos, Palmenflughunden und Moholi-Galagos, die Kolibris sind nun in Pukara zu finden.

### Jungle Trail
In der Tropenhalle Jungle Trail konnte der Besucher freilebende Vögel aus Südostasien in ihrem natürlichen Umfeld erleben, zusätzlich gab es Volieren für Vögel, die nicht für den Freiflug geeignet sind.
Die Tropenhalle wurde zur Wintersaison 2024/25 aus Sicherheitsgründen geschlossen. Der künftige Verbleib ist unklar. Die folgenden Vögel lebten bis zur Schließung im Jungle Trail:
- Helmhornvogel
- Kleiner Borneohaubenfasan, Mindanaohornvogel
- Malaien-Gelbschwanzfasan, Schwarzweißhäherling
- Luzonhornvogel, Palawan-Pfaufasan, Asiatischer Purpurreiher
- Orangehaubenkakadu, Sundafruchttaube, Dammermanbartsittich
- Java-Rhinozeroshornvogel
- Papua-Hornvogel, Rotbugkrontaube
- Südlicher Celebes-Tariktikhornvogel, Königsatzel, Salvadorifasan, Kragentaube
- Mangrovereiher, Prachtreiher, Kräuselscharbe
- Blaubrustkrontaube, Kapuzinerkotinga, Straußwachtel
- Fächer-, Kragen-, Grünflügel-, Celebes-Rotnacken-Erd-, Rotnacken-Frucht- und Zweifarben-Fruchttaube, Salvadorifasan, Weißflügel-, Tasmanmoor-, Neuseeländische Augenbrauen- und Kastanienente, Wander-, Tüpfel-, Sichel-, Java- und Witwenpfeifgans, Radjahgans, Philippinen-Rotrücken- und Prachtreiher, Neuguineaedelpapagei, Südlicher Orienthornvogel, Südlicher Celebes-Tariktikhornvogel, Straußwachtel ( freilebend)

Eine Voliere vor dem Jungle Trail beherbergt Kalifasane und Himalaya-Felsentauben. Im Rosencafe nebenan sind in zwei Volieren Königsfasan und Java-Malaienkäuzen bzw. Rotschwanzmonale und Sunda-Fischuhus zu finden.

### Pukara
In der Tropenhalle Pukara, dem ehemaligen Lori-Atrium, sind in 33 verschiedenen Volieren hauptsächlich südamerikanische Vogelarten zu finden, wie Arassaris, Tangaren und Kotingas. Zu den gehaltenen Arten gehören zum Beispiel Purpurbrustkotingas, Schwefelmaskentyranne, Diamant-, Braunbauch-, Orange-, Schiefer-, Wechsel-, Weißbart- und Zwergspelzer, Orangebrusttrupiale, Socorro-, Orangeflügel-Blauring-, Peru und Antillenliebestauben, Madagaskar-, Grey- und Gelbbrust-Fruchttauben, Schmucktäubchen, China-, Rotkehl- und Braunbrust-Buschwachteln, Riesentukane, Braunscheitelmotmots, Dickschnabel- und Veilchenorganisten, Tupfenbartvögel, Grünmantel-, Jungfern-, Kuba- und Goldkopftrogone, Goldschopf-Hauben-, Rotkehl-Gimpel-, Schwalben- und Schleiertangare, Rotnacken-Topaskolibris, Moskitokolibris, Rostbauchamazilien, Rothauben- und Säbelpipras, Braunschnabel-, Blasschnabel- und Nördliche Schwarzkehlarassaris, sowie eine Gemeinschaftsanlage für Köhlerschildkröten, Zweifinger-Faultiere und Braunohrarassaris. Weiterhin gibt es dort auch einen begehbaren Schmetterlingsbereich mit integrierten Terrarien für u. a. Stabheuschrecken.

### Papageienvolieren
Die Papageienvolieren beherbergen wie der Name schon sagt hauptsächlich Papageienarten, nämlich Hellrote -, Blaukopf-, Grünflügel- und Gelbbrustaras und Blaustirn- und Gelbbug-Blaustirnamazonen gemeinsam mit Rotfußseriemas, Borstenköpfe und Veilchenlori gemeinsam mit Grünnacken-Fasanentauben, Buru-Königssittiche und Timor-Irisloris, Hornsittiche gemeinsam mit Kagus, Schwalbensittiche mit Feinsittichen und Bronzeflügeltauben, Keas, Banks-Rabenkakadus und Pennantsittiche mit Blasskopfrosellas, Australbuschhühner, Spitzschopftauben, Brillenkakadus, Prachtrosellas und Pennant-, Schild-, Rotflügel- und Rotsteißsittiche, Alexandra-, Wellen-, Brown- und Goldschultersittiche und Nacktaugenkakadus, Vielfarben-, Stanley-, Rotkappen- und Ringsittiche und Inka- und Rosakakadus mit Langschwanztrielen, Pfirsichköpfchen und Elsterwürger mit Dorf- und Flammenwebern sowie Kaptrielen, Kuhls-Graukopf-, Grau- und Timmnehpapageien mit Graukopfwürgern, Halsband-Zwergfalke sowie Östliche Vasapapageien und Grauköpfchen mit Madagaskarwebern.

### Blick hinter die Kulissen
Der Anlagenkomplex „Blick hinter die Kulissen“ bietet man dem Besucher einen Einblick in die Vogelhaltung hinter den Kulissen. Dort zu sehen sind Luzon-Feuer-, Südlicher Orient- und Runzelhornvogel, Zweifarben-Frucht-, Kragen-, Fächer- und Blauschopf-Krontaube, Nördlicher Helm-, Nacktgesichts-, Rotschnabel-, Gelblappen-, Glattschnabel- und Blaulappenhokko, Kagu, Blauseidenkuckuck, Schwarzweißhäherling, Zimttinamu, Weißscheitelrötel, Cayennehäher, Grauflügel-Trompetervogel, Mähnenibis, Riesentukan, Schwarzmasken-, Weißschopf- und Motmotguan, Zimtracke, Inka-Blaurabe, Blutbürzel-, Grün-, Braunohr-, Pfefferfresser- und Krauskopfarassari, Kleiner Borneohauben- und Salvadorifasan.

### Papageienhaus
Das Papageienhaus ist das Zuhause südamerikanischer Papageienarten, aber auch anderer südamerikanischer Vogelarten, nämlich Rotrückenaras, Blaubauchpapageien, Langschnabelsittiche vergesellschaftet mit Perltinamus, Taubenhalsamazonen, Weißstirn-Fächerpapageien, Bodinusamazonen mit Graukardinälen, Schwarzohrpapageien und Rosenscheitelsittiche mit Großtinamus, Nattereramazonen, Rostkappenpapageien mit Rotbauchsittichen, Ecaudoramazonen, Jamikaamazonen, Weißohrsittiche mit Pazifik-Gelbnackenamazonen, Gelbschulteramazonen, Kubasittiche mit Kubagimpeltangaren, Kubaamazonen, Kapuzinerkotingas, Goldkopftrogone und Tataupatinamus mit Sonnenrallen sowie Kubatrogone mit Kubatauben, und auch Südliche Kugelgürteltiere sind dort untergebracht. Die Außenvolieren sind das Zuhause von Hyazintharas, Blaukopfaras, Rotohraras, Blaukehlaras, Große Soldatenaras und Hellroten Aras.

### Paradieshalle
Im ersten Teil der Paradieshalle sind in verschiedenen Volieren Regionen der Welt repräsentiert:
- Rotflügel-Brachschwalbe, Halsband-Brachschwalbe
- Erstes Archipel der Philippinen: Philippinenente, Palawan-Pfaufasan, Asiatischer Purpurreiher, Luzonhornvogel, Mangrovereiher, Straußwachtel
- Afrika – Savanne: Kupfernektarvogel
- Afrika – Flusslauf: Livingstoneturako, Kaptriel, Langzehenkiebitz, Krokodilwächter, Sandregenpfeifer, Wiedehopf, Bienenfresser, Goldscheitelwürger, Schillerglanzstar
- Westafrika – Regenwald: Langzehenkiebitz, Sandregenpfeifer, Schwarzkopfkiebitz, Senegalkiebitz, Haussperling (leuzistisch), Fuchsweber
- Insel Mindanao: Brandtaube, Ohrstreiftaube, Mindanaolori
- Maskeneule
- Zweites Archipel der Philippinen: Palawan-Pfaufasan, Schwarzkinnfruchttaube, Philippinenente, Gelbbrustfruchttaube, Philippinen-Weißkehltaube, Koromandelzwergente
- Insel Sulawesi: zuletzt Finkenschnabelstar, Celebes-Rotnacken-Erdtaube, Schwarzkappen-Fruchttaube, Sandregenpfeifer, Chinabülbül
- Insel Sumatra: Straußwachtel, Malaien-Gelbschwanzfasan, Frühlingstaube, Grünflügeltaube, Chinabülbül, Bindenschwanztaube, Weißbürzelschama
- Insel Borneo: Brandtaube, Rotohrbülbül, Sumatra-Türkisfeenvogel, Borneo-Schama
- Insel Java: Javabuschwachtel, Rothalsfruchttaube, Schwarzflügelstar
- Insel Papua-Neuguinea: Sundaente, Perlenfrucht-, Purpurbrust-Frucht-, Rotkappen-Frucht-, Schwarzhals-Frucht-, Goldbrust- und Weißnacken-Fasanentaube, Schönlori
- Erstes Australien: Zebrafink, Gouldamadine, Indischer Silberschnabel, Rotkopf-Papageiamadine
- Zweites Australien: Zeresamadine, Ringelamadine, Maskenamadine
- Ostafrika: Goldbrusttaube, Flammenkopf-Bartvogel, Seidenwürger, Lappenstar, Schneescheitelrötel, Rotkopfweber, Königsglanzstar, Rotschnabel-Sonnenvogel
- Kanarische Inseln: Kanarengirlitz, Bartmeise
- Insel Luzon: Philippinen-Zwergohreule

Im zweiten Teil der Paradieshalle sind eine Madagaskarvoliere mit Bronzesultanshuhn, Mähnenibis, Madagaskar-Perlwachtel, Dickschnabelreiher, Madagaskar-, Bernier- und Pünktchenente und Blauseidenkuckuck, und eine Freiflughalle untergebracht, die afrikanisch geprägt ist und von Rotkehlchen, Wiedehopf, Blaustirn-Blatthühnchen, Hartlaubente, Madagaskarweber, Stelzenläufer, Goldpirol, Weißscheitelrötel, Waaliagrüntaube, Purpurglanzstar, Opalracke, Schildturako, Langzehenkiebitz und Kronenkiebitz bewohnt wird. Seit der Saison 2011 ist im selben Gebäude eine Lori-Kontaktvoliere „Toowoomba“, in der der Besucher direkten Kontakt mit handzahmen Regenbogenloris hat.

### Fasanerie
In der Fasanerie findet man einige nur in wenigen zoologischen Einrichtungen gezeigte Tierarten, der Fokus liegt hauptsächlich auf Hornvögeln und afrikanischen bzw. madagassischen Vögeln:
- Java-Ährenträgerpfau, Bankivahuhn, Mitchell-Lori, Balistar
- Kalifasan
- Elliotfasan
- Hammerhuhn, Celebes-Rotnacken-Erdtaube, Elsterfruchttaube, Südlicher Celebes-Tariktikhornvogel
- Mikadofasan, Heulbartvogel
- Malaiischer Argusfasan, Bronzeschwanzpfaufasan, Grünflügeltaube, Sundafruchttaube, Kronenatzel
- Weißnacken-Fasanentaube, Fadenhopf, Weißbürzellori
- Taiwan-Ringfasan, Japanwachtel, Chinabülbül, Omeihäherling, Kronenatzel
- Riesentukan
- Nördlicher Buntfasan, Mandarinstar, Orientturteltaube
- Rosenohrente
- Weißnacken-Fasanentaube, Großer Paradiesvogel, Tongafruchttaube
- Swinhoefasan, Seidenstar
- Kapohreule
- Blauseidenkuckuck, Mähnenibis
- Mähnenibis, Blauseidenkuckuck, Riesencoua, Madagaskar-Turteltaube, Zimtracke
- Mähnenibis, Madagaskar-Turteltaube, Zimtracke
- Grünbaumhopf, Kenia-Haubenperlhuhn, Dreifarbenglanzstar, Gabelracke, Erdbeerköpfchen
- Erckelfrankolin, Weißohrturako, Schuppenkopfrötel, Tarantapapagei
- Zapfenguan, Fischertukan
- Hammerhuhn, Rotnacken-Fruchttaube, Schmucklori
- Pfauentruthuhn, Brillenstärling, Rotkardinal, Diademtaube
- Riesentukan
- Helmhornvogel
- Braunohrarassari, Rotschnabelhokko, Inkablaurabe
- Schuppenbauchtaube, Großtinamu, Epaulettentrupial, Gelbbürzelkassike
- Java-Rhinozeroshornvogel
- Zimttinamu, Kapuzinerkotinga
- Tiefland-Felsenhahn[4][5]

### Sonstiges
Während in neueren Bereichen des Vogelparks eher die natürliche Umwelt der Vögel nachgebildet wurde, bestehen die älteren Bereiche aus Park- und Waldlandschaften, denen große Rosen- und Rhododendronbestände ihr Gepräge geben.
Eine besondere Attraktion sind Flugvorführungen auf einer Freilichtbühne. Hier werden nicht nur Flüge von Falken und Adlern wie bei anderen Flugshows gezeigt, sondern unter anderem auch von Papageien, Pelikanen, Sekretären und Laufenten. Zum Programm gehören auch verschiedene Fütterungsvorführungen und eine von außen einsehbare Vogelbaby-Aufzuchtstation.
Die Bockwindmühle im Vogelpark bildet eine Station der Niedersächsischen Mühlenstraße.

## Zuchtprogramme

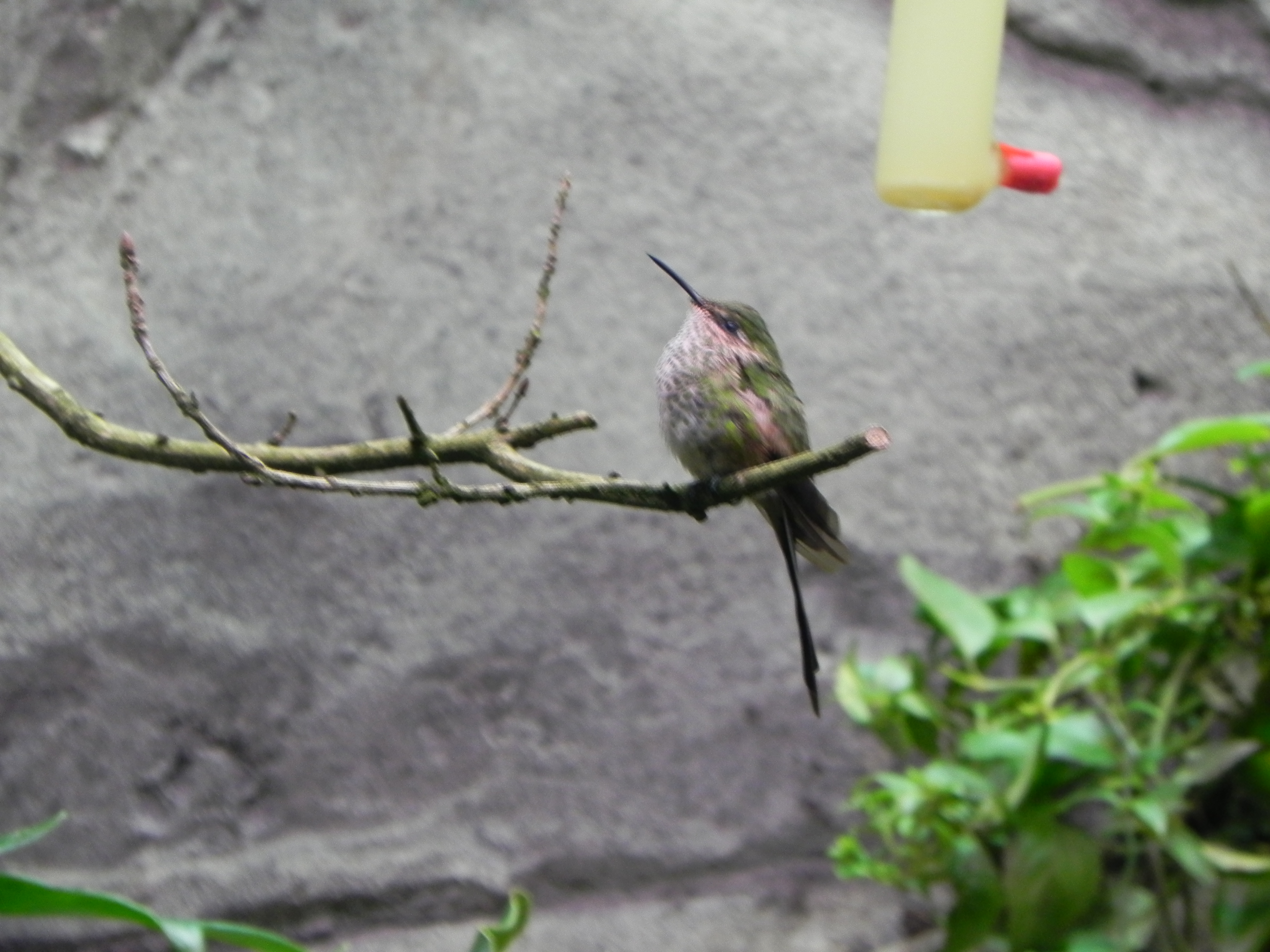
Kolibri in seiner Voliere

Der Vogelpark besitzt großes internationales Renommee, da er zum einen eine Reihe von Vögeln hält, die in keinem anderen Zoo der Welt zu sehen sind (z. B. Seidenkuckucke, Erdracken, Vangawürger und Kurole), und zum anderen hier eine Reihe von Erstzuchten gelangen. Der Vogelpark ist am Europäischen Erhaltungszuchtprogramm beteiligt und hat unter anderem auch Uhus zur Wiederansiedelung zur Verfügung gestellt. Darüber hinaus ist er am Zuchtprogramm der Bernierente und vieler weiterer vom Aussterben bedrohter Vogelarten beteiligt. 2011 wurde für die Haltung der extrem empfindlichen Kolibris ein Zuchtzentrum gebaut, in dem sie ganztägig versorgt und rund und die Uhr beobachtet werden. Unter anderem leben hier Grünschwanzsylphe (Lesbia nuna) und Rostbauchamazilie (Amazilia amazilia).

## Geschichte
Der Park wurde 1962 von dem Walsroder Kaufmann Fritz Geschke als private Zucht von Fasanen und Wasservögeln gegründet. 1964 übergab er den Park an seinen Schwiegersohn Wolf W. Brehm, der den Park insbesondere in den 1970er Jahren rasant ausbaute. 1968 wurde die Paradies-Halle mit einer Fläche von 2.100 m² eröffnet. Es folgten richtungsweisende Bauten wie die Freiflughalle und eine Pinguinanlage.
Im Jahr 2000 wurde anlässlich der Expo 2000 in Hannover die Tropenwaldhalle mit indonesischen Artefakten und asiatischen Vogelarten eröffnet. Später kamen noch die Uhu-Burg und das Baumhausdorf hinzu. Das ebenfalls im Vogelpark gelegene Deutsche Vogelbauer-Museum wurde 2006 aufgelöst und die Exponate bei Sotheby’s versteigert.
Aufgrund geschäftlicher Schwierigkeiten der bisherigen Betreiber wurde der Park im Jahr 2000 von neuen Betreibern übernommen. Während in früheren Jahren auf Showeffekte weitgehend verzichtet wurde, führten die neuen Eigentümer seit 2000 nach und nach Flugvorführungen und anderes ein, wodurch die Attraktivität für Besucher gesteigert und der Bestand des Parks gesichert werden konnte. Die Besucherzahl sank im Jahr 2008 auf 280.000, 50.000 weniger, als für einen wirtschaftlichen Betrieb notwendig waren. Eine drohende Insolvenz konnte im März 2009 durch den Einstieg des belgischen Unternehmens Floralux abgewendet werden.
Im Jahr 2010 wurde der Vogelpark Walsrode in Weltvogelpark Walsrode umbenannt.
Ende Juli 2018 wurde bekannt, dass der Vogelpark an die spanische Parques Reunidos Servicios Centrales S.A. verkauft werden soll. Das Bundeskartellamt stimmte der Übernahme am 7. August 2018 zu. Der Vertrag wurde Ende Januar 2019 unterzeichnet.
Im Laufe der Jahre beherbergte der Park so einige zoologische Raritäten, wie Höckerstörche, Riesenblässhühner, Korallenschnabel-Kuckucke, Bulwerfasane, Lappenguane, Langlappen-Schirmvögel, Dickschnabel-Erdtauben, Benett- und Einlappenkasuare, Arfak-Kammbuschhühner, Goldbartvögel, Haubenhähere oder auch Baumkängurus.